# Phyllanthus reticulatus
Phyllanthus reticulatus är en emblikaväxtart som beskrevs av Jean Louis Marie Poiret. Phyllanthus reticulatus ingår i släktet Phyllanthus och familjen emblikaväxter.

## Underarter
Arten delas in i följande underarter:
- P. r. glaber
- P. r. reticulatus

## Bildgalleri

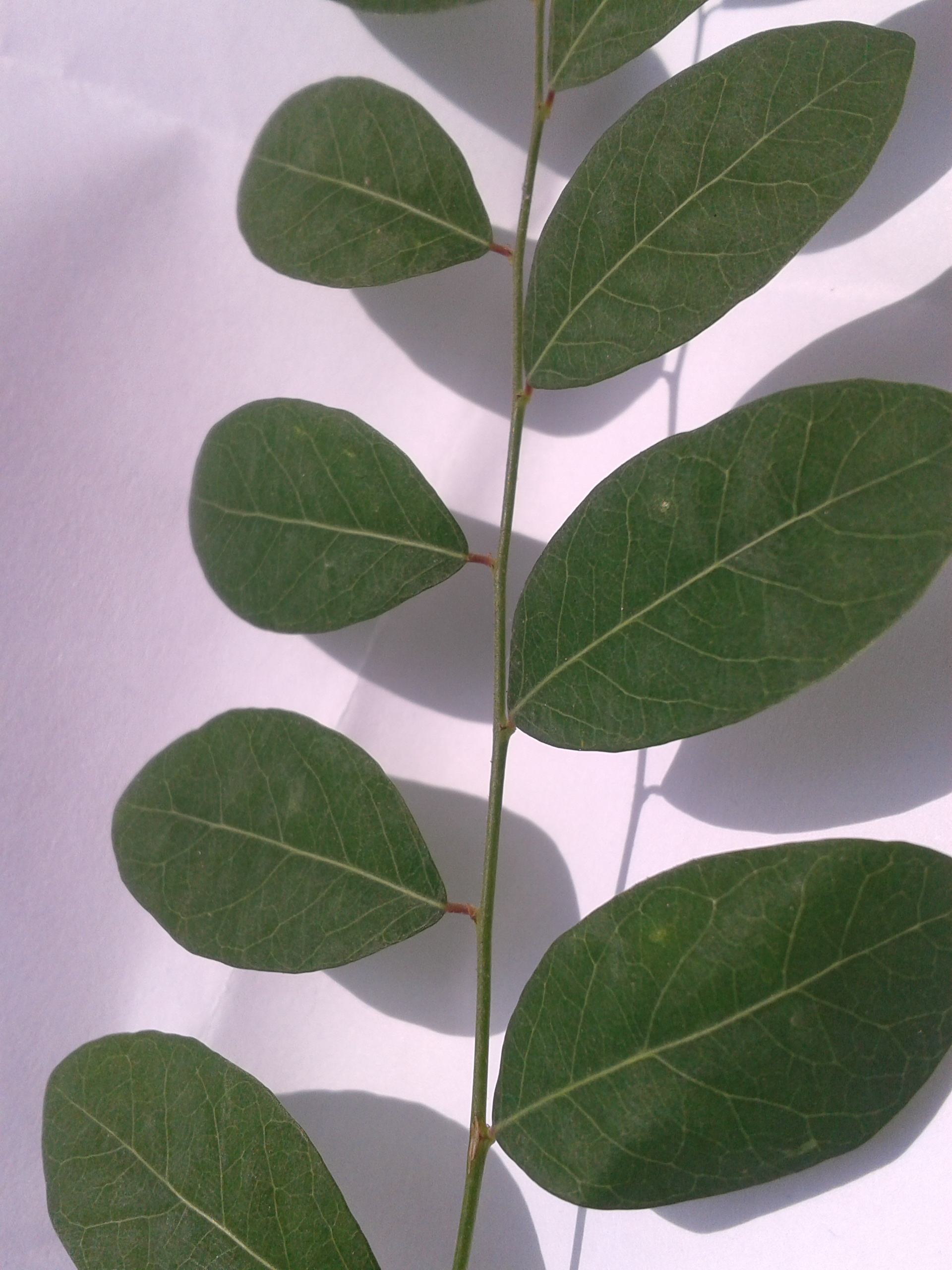
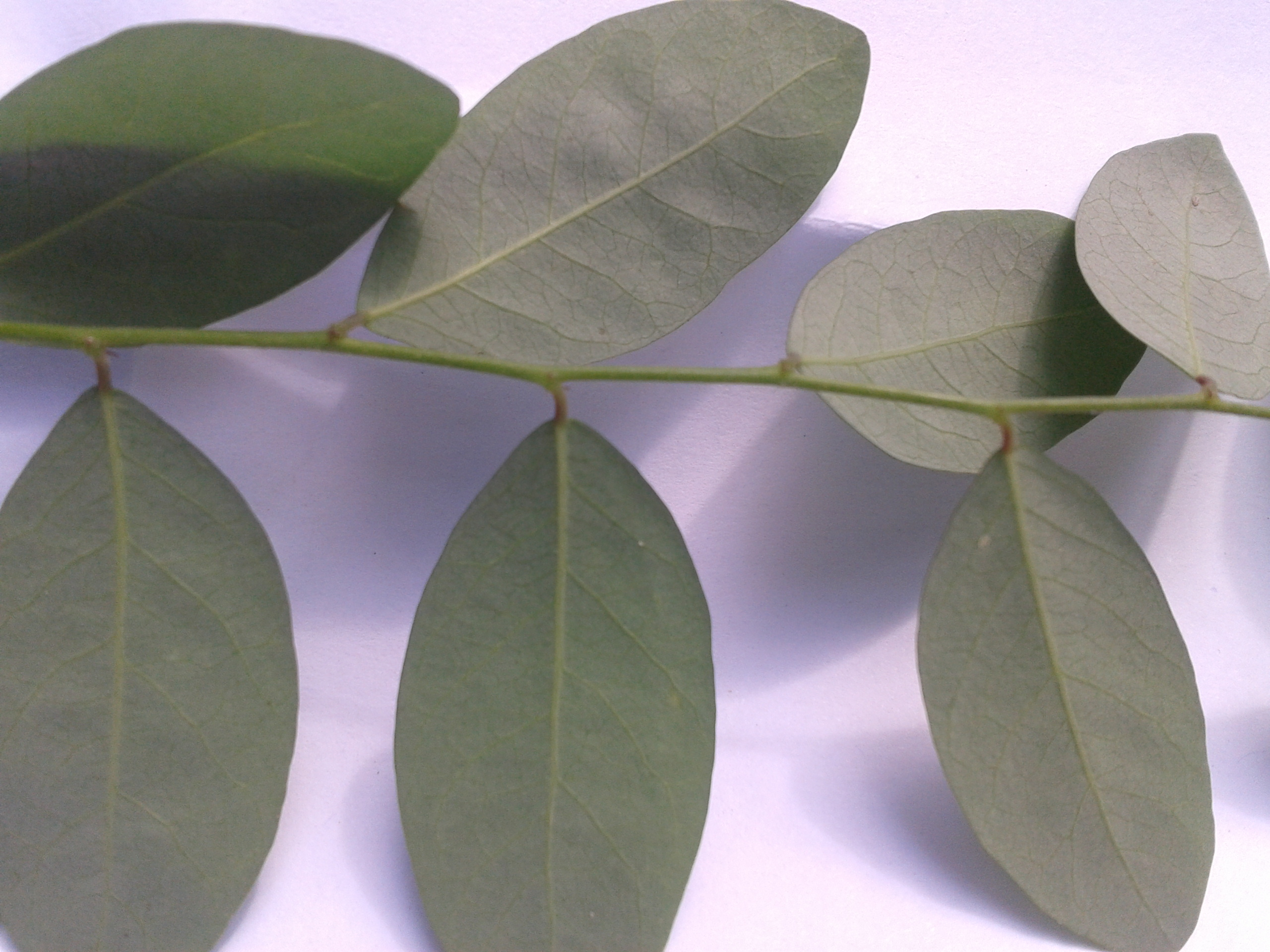
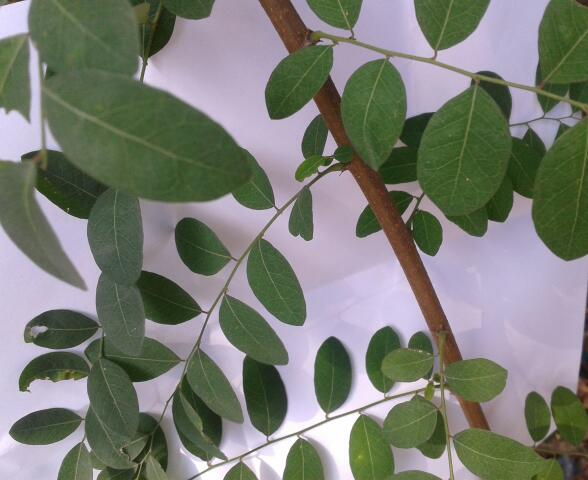
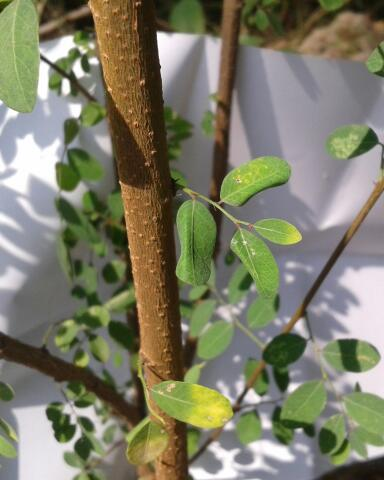